# Reviedere
Revidere （1973年—）是一匹美国纯种赛马，被评为1976年日蚀奖。她的父亲是审稿人，与她同父的名马还有同为美国最佳三岁雌马的暴徒。她的母亲是奎丽仙Quillesian。 
1976年10月9日，在她成为三岁最佳雌马的那一年，Revidere赢得了首届暴徒锦标，以14个马身的优势击败了阿根廷马Bastonera II。 
Revidere退役后成为了一匹繁殖母马，与升旗、 利法尔、阿里达、宣称、回旋金以及其马主的贝蒙锦标冠军海岸等种马交配过。

## 轶事
其练马师大卫·A·怀特利为暴徒的练马师弗兰克·Y·怀特利之子